# Powiat Ostrowo
Powiat Ostrowo (niem. Kreis Ostrowo, pol. powiat ostrowski) – niemiecki powiat istniejący w okresie od 1818 do 1919 r. na terenie prowincji poznańskiej.
Powiat Ostrowo utworzono w 1887 r. z części powiatu Adelnau. 10 listopada 1918 r. Polacy z Ostrowa Wielkopolskiego ogłosili miasto polską autonomią. Po powstaniu wielkopolskim powiat znalazł się pod kontrolą powstańców. W ramach traktatu wersalskiego z 1919 r. terytorium powiatu Ostrowo trafiło do polskiego powiatu ostrowskiego. W czasie II wojny światowej niemieckie władze okupacyjne utworzyły w okupowanej Wielkopolsce powiat Ostrowo. W 1945 r. Armia Czerwona zajęła Wielkopolskę, a teren przejęła administracja polska.
W 1910 r. powiat obejmował 86 gmin o powierzchni 414,94 km² zamieszkanych przez 43.887 osób.